# Saint-Germain-Laxis
 Saint-Germain-Laxis  es una población y comuna francesa, en la región de Isla de Francia, departamento de Sena y Marne, en el distrito de Melun y cantón de Melun-Nord.

## Demografía
| 359 | 407 | 403 | 468 | 379 | 514 |
| Para los censos de 1962 a 1999 la población legal corresponde a la población sin duplicidades (Fuente: INSEE [Consultar]) |     |     |     |     |     |